# Paolo Riani
Paolo Riani (Barga, 8 settembre 1937) è un architetto e urbanista italiano, ha realizzato in tutto il mondo progetti vincitori di vari premi lungo una carriera professionale di oltre 40 anni.

## Biografia
Riani nacque a Barga nel 1937, figlio di Maria Assunta Pieroni e Albano Riani, pilota dell'aviazione italiana, crebbe prima a Barga e poi a Montecatini Terme. Frequentò poi la Scuola di Architettura all'Università di Firenze, dove fu allievo e collaboratore dell'urbanista Edoardo Detti. Si laureò nel 1965, con una tesi sulla pianificazione urbanistica. Dal 1965 al 1971 visse e lavorò a Tokyo, dove collaborò in negli uffici dell'architetto Kenzo Tange insieme a Arata Isozaki e Kisho Kurokawa. Insegnò anche Master Planning all'Università di Tokyo Todai. Durante questo periodo i suoi progetti più importanti furono il nightclub Caesar's Palace (1969), il Mitsubishi Estate Co. a Tokyo (1971) e il Master Plan della città di Kyoto.
Tra il 1994 e il 1998 abbandonò l'architettura e si dedicò interamente alla politica. Fu eletto senatore della Repubblica Italiana nella XII legislatura, aderendo al gruppo parlamentare di Forza Italia: prese parte a numerose commissioni di lavoro, non solo a scala nazionale ma anche relative alla Comunità Europea, alla NATO e all'ONU.  Dopo questo periodo dedicato alla politica, tornò alla sua professione di architetto e realizzò progetti come il piano di sviluppo sostenibile per il lago di Massaciuccoli, i complessi multi-uso per i centri storici di Massa, Viareggio e Lucca, un complesso industriale a Monsagrati, uno stabilimento residenziale nella città di Pieve a Nievole, il Museo della Resistenza di Genova. Inoltre lavorò al restauro di Alta Valdera e del Comune di Peccioli.
Dal 2000 al 2002, Riani fu il direttore dell'Istituto italiano di cultura di New York.
Al 2002, lui è il direttore esecutivo della Fondazione della Cultura Italiana d'America (ICFA), un'organizzazione non-profit fondata insieme a sua moglie Elizabeth. Da allora è anche tornato alla professione e nel 2004 fu nominato professore d'architettura alla facoltà di Ingegneria dell'Università di Pisa, mentre l'anno seguente fu nominato membro onorario del Senato Accademico dell'Accademia Internazionale di Arte Moderna (AIAM) a Roma.